# Hymenophyton flabellatum
Hymenophyton flabellatum är en bladmossart som först beskrevs av Jacques-Julien Houtou de La Billardière, och fick sitt nu gällande namn av Barthélemy Charles Joseph Dumortier och Vittore Benedetto Antonio Trevisan de Saint-Léon. Hymenophyton flabellatum ingår i släktet Hymenophyton och familjen Hymenophytaceae. Inga underarter finns listade i Catalogue of Life.